# Agelasta elongata
Agelasta elongata là một loài bọ cánh cứng trong họ Cerambycidae.